# Союз-35
«Союз-35» — пилотируемый космический корабль.

## Параметры полёта
- Масса аппарата — 6,8 т.
- Наклонение орбиты — 51,64°.
- Период обращения — 88,81 (91,44) мин.
- Перигей — 198(348,7) км.
- Апогей — 259,7(360,3) км.

## Экипаж старта
- Командир — Попов, Леонид Иванович (1)
- Бортинженер — Рюмин, Валерий Викторович (3)

## Дублирующий экипаж
- Командир — Зудов, Вячеслав Дмитриевич
- Бортинженер — Андреев, Борис Дмитриевич

## Экипаж при приземлении
- Командир — Кубасов, Валерий Николаевич
- Космонавт-исследователь — Фаркаш, Берталан (Farkas, Bertalan) (Венгрия)

## Описание полёта
Четвёртая основная экспедиция орбитальной научной станции «Салют-6».
Первоначально к полёту готовились основной экипаж Л. Попов — В. Лебедев и дублирующий экипаж Зудов — Андреев. После замены Лебедева Рюминым основным был назначен экипаж Зудов — Андреев. По окончании подготовки основным стал экипаж Попов — Рюмин.
Во время пребывания на станции космонавты приняли три грузовых корабля «Прогресс-9, -10 и -11».
Во время пребывания Попова и Рюмина на станции побывали четыре экспедиции посещения: «Союз-36», «Союз Т-2», «Союз-37» и «Союз-38», в том числе и экспедиция посещения на новой модификации космического корабля — «Союз Т-2».
Космонавты Попов и Рюмин вернулись на Землю на корабле «Союз-37» 11 октября 1980 года. Станция «Салют-6» осталась без экипажа и продолжала полёт в автономном режиме до 28 ноября, когда на станцию прибыл экипаж корабля «Союз Т-3».
Попов и Рюмин установили новый рекорд продолжительности пребывания в космосе — 4436 часов 12 минут (184 суток 20 часа 12 минут). Валерий Рюмин установил новый рекорд суммарной продолжительности пребывания в космосе за три полёта — 8685 часа 34 минуты (361 сутки 21 часов 34 минуты).
При посадке корабля «Союз-35» произошла нештатная ситуация: посадочный высотомер не выдал команду на запуск двигателей мягкой посадки, и вся энергия удара пришлась на амортизаторы кресел, в результате чего экипаж испытал перегрузки около 30 единиц.